# Турки в Саудовской Аравии
Турки в Саудовской Аравии (тур. Suudi Arabistan Türkleri) — это турки, живущие в Саудовской Аравии, которые родились за пределами Саудовской Аравии или родились в Саудовской Аравии, но имеют турецкие корни. Под турецкими корнями подразумеваются корни, связанные с Турцией, островом Кипр или общинами турецкой диаспоры.

## История
Турки жили на Западном Аравийском полуострове в течение сотен лет. Поворотной точкой стало османское завоевание Хиджаса в 1517 году. После Великого арабского восстания и упадка Османской империи турецкое меньшинство осталось в недавно основанном Саудовском королевстве.
Начиная с 1970-х годов экономические отношения между Турцией и Саудовской Аравией росли. В 1977 году в Саудовской Аравии жило 6500 турок, 5000 из которых были официально зарегистрированными рабочими.
| Эмиграция турецких рабочих в Саудовскую Аравию |           |
| Год                                            | Население |
| 1961 - 1973                                    | 4         |
| 1974 - 1980                                    | 26,739    |
| 1981 - 1985                                    | 107,994   |
| 1991 - 1995                                    | 150,654   |

## Бизнес
В Саудовской Аравии насчитывается около 2100 парикмахерских, 3200 ресторанов и 1900 мебельных магазинов, управляемых турками.

## Религия
Турки, живущие в Саудовской Аравии, являются мусульманами-суннитами. Турецкие рабочие, возвращающиеся из Эр-Рияда, реже поддерживают Шариат (исламский закон), чем те, кто живёт в европейских странах.

## Известные турки в Саудовской Аравии
- Кятиб Челеби
- Аднан Хашогги
- Набила Хашогги
- Самира Хашогги